# Голден, Оливер
О́ливер Джон Го́лден (англ. Oliver John Golden) (1892, Кларксдейл, штат Миссисипи, США — 1940, предположительно Ташкент, СССР) — американский чернокожий агроном

-селекционер. В 1931 году эмигрировал в СССР из США и стал специалистом по хлопководству в Узбекистане.

## Биография
Юность
Оливер Голден родился в 1892 году в городе Кларксдейл в штате Миссисипи, около 70 миль от Мемфиса. Его отец Хиллард Голден был рабом, впоследствии ставший богатым землевладельцем в Миссисипи. Жена Хилларда Голдена и мать Оливера — Кэтрин Голден. Как и его отец, Голден в юности собирал хлопок.
Голден поступил в Университет Таскиги в штате Алабама. С XIX века там учились дети бывших рабов. Одним из его преподавателей был известный ботаник и изобретатель Джордж Вашингтон Карвер, который стал наставником Голдена. Когда началась Первая мировая война, Голдена призвали в армию, и он не успел закончить учёбу в Таскиги.
Коммунистическая деятельность
После возвращения с фронта Голден работал портье, в 1925 году вступил в Коммунистическую партию США, полагая что коммунизм — самый лучший путь к расовому равенству. В 1924 году Голден с женой Джейн Уилсон ездил в Советскую Россию по приглашению друга, занимавшего высокий пост в Коминтерне. В Москве Голден получил образование в Коммунистическом университете трудящихся Востока. В 1924 году Уилсон сильно заболела и умерла. Из-за её смерти Голден впал в депрессию и так и не смог с ней справиться. Его выходила медсестра Аня. Они полюбили друг друга, и в 1927 году у них родился сын Оллава, который позже стал известным балетным танцором и хореографом.
В 1928 году, получив диплом, Голден вернулся в США и начал работать в Коммунистической партии США. Голден активно участвовал в коммунистическом движении. В 1928 году в полицейском участке после разгона уличного митинга Голден встретил свою вторую жену Лию Исааковну Бялик. Бялик была из еврейской семьи, которая эмигрировала из Польши. Её семья не одобряла их роман, тем не менее пара решила пожениться (межрасовые браки были узаконены в США только в 1967 году).
Жизнь в СССР
В 1930 году 50 американских компаний направили около 2000 американских инженеров в СССР, чтобы помочь с перестройкой инфраструктуры. Голден хотел поехать с ними, но узнал, что компании, отправлявшие инженеров в СССР, решили не посылать ни одного афроамериканца. С помощью своего наставника Карвера для поездки в СССР Голден организовал команду агрономов, которая состояла из афроамериканцев. Голден с командой подписали с Амторгом контракт на три года и согласились консультировать и помогать крестьянам в СССР. В 1931 году Голден с Бялик и несколькими учеными поехали в Ленинград, а потом в Узбекистан. Их было 16 человек.
Было несколько причин, по которым команда хотела работать именно в Узбекистане. Например, группа считала, что узбеки — цветной народ и поэтому хотела помочь именно им. Более того, в Узбекистане культивировали хлопок. Группа хорошо знала хлопковое дело, к тому же выпускник Института Таскиги продолжал пользоваться советами профессора Карвера. С помощью этой группы, Узбекистан стал ведущей страной в мире по производству хлопка.
На том этапе советской истории советские власти активно приглашали на работу афроамериканцев, чтобы показать миру пороки капитализма (такие как расизм) и добродетели советского равенства. Более того, в СССР афроамериканцы могли получать более высокую зарплату, чем в США, где Великая депрессия и расизм обусловили мизерную оплату труда. Профессор Джой Глисон Кэрью, автора книги «Черные, красные и русские: Иностранцы в поисках лучшей советской доли», говорит об этом моменте в истории, что «Страна, заявлявшая о строительстве общества без расизма, привлекала в 1920-х и студентов-политологов, к которым относились с таким гостеприимством, какого они никогда не встретили бы в США. Просто удивительно, как эти люди соглашались оставить свои дома, отказывались от своего языка, культуры ради того, что, как они считали, сделает их жизнь лучше».
Советские власти хотели не только пользоваться услугами афроамериканских профессионалов, они также стремились показать миру своё превосходство с помощью туризма, чтобы те, кто посещал страну, могли рассказать своим близким о Советском Союзе. В 1932 году в СССР приехала группа афроамериканцев, чтобы снять документальный фильм «Чёрные и белые» о положении этнических меньшинств в СССР и Америке. Туристы ездили в Узбекистан и посещали Голдена. Среди этих туристов был Лэнгстон Хьюз, один из ведущих писателей культурного движения «Гарлемский ренессанс». Фильм никогда не был снят, но Хьюз путешествовал много по стране и написал о своей поездке и о посещении Голдена.
Группа специалистов, организованная Голденом, повлияла не только на культурную, но и на научную жизнь. В деревне, где они жили, была создана экспериментальная сельскохозяйственная опытная станция. Там выращивали хлопок, сахарную свеклу и арахис. Голден выступал с лекциями о хлопководстве. Группе удалось вывести новый быстросозревающий сорт хлопка и другие виды растений, которые было дешевле культивировать, что стимулировало экономику страны.
В 1934 году у Голдена и Бялик родилась дочь Лия. В этом же году закончился контракт группы. Перед агрономами стоял выбор: или продлить контракт и отказаться от американского гражданства, или покинуть СССР. В отличие от большинства, Голден с Бялик решили остаться в СССР, поскольку надеялись, что в Советском Союзе их дочь не будет сталкиваться с расизмом и сможет получить хорошее образование. Голден продлил контракт и переехал с семьей в Ташкент. Там он был избран в городской совет.
Голден умер в 1940 году из-за проблем с почками и сердцем..

## Семья
- Первая супруга — Джейн Уилсон (ум. 1924).
- Гражданская жена — Анна, медицинская сестра из Удмуртии.
  - Сын — Оллава Джонович Голден (1927—2014) — советский балетный танцор и хореограф.
    - Внук — Юрий Оллавович Мельницкий (род. 1962) — российский режиссер театра.
- Вторая супруга (1928—1940) — Лия Исааковна Бялик — преподаватель, переводчик.
  - Дочь — Лия Оливеровна Голден (1934—2010) — советская и российская общественная деятельница, кандидат исторических наук, профессор. Зять — премьер-министр Занзибара Абдула Кассим Ханга
    - Внучка Елена Абдулаевна Ханга (род. 1962) — российская журналистка, теле- и радиоведущая.

## Литературa
- Ханга, Елена. Про Все — Vagrius, 2001—256 c — ISBN 978-5-264-00558-9
- Carew, Joy Gleason. Blacks, Reds, and Russians : Sojourners in Search of the Soviet Promise—New Brunswick, N.J. : Rutgers University Press, 2008—273c. — ISBN 978-0-8135-4306-2
- Ханга, Елена. Soul to soul: A Black Russian Jewish Woman’s Search for Her Roots (Душа в душу: Чернокожая русская еврейка в поисках своих корней: История чёрной русско-американской семьи. 1865—1992) — W. W. Norton & Company, 1992—317с. — ISBN 978-0-393-31155-6
- Голден Джон Оливер // Иванян Э. А. Энциклопедия российско-американских отношений. XVIII—XX века. — Москва: Международные отношения, 2001. — 696 с. — ISBN 5-7133-1045-0.